# Nyctemera gigantea
Nyctemera gigantea är en fjärilsart som beskrevs av Embrik Strand 1909. Nyctemera gigantea ingår i släktet Nyctemera och familjen björnspinnare. Inga underarter finns listade i Catalogue of Life.